# Ochrobryum sakalavum
Ochrobryum sakalavum là một loài rêu trong họ Dicranaceae. Loài này được Cardot & Paris mô tả khoa học đầu tiên năm 1904.